# Погребняковский сельский совет (Семёновский район)
Погребняковский сельский совет (укр. Погребняківська сільська рада) — входит в состав
Семёновского района
Полтавской области
Украины.
Административный центр сельского совета находится в 
с. Погребняки.

## Населённые пункты совета
- с. Погребняки
- с. Демьяновка
- с. Мироны